# Impuls falowy

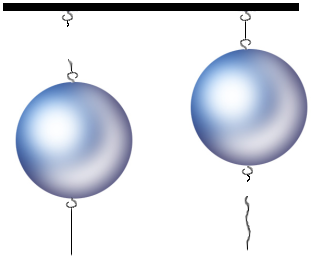
Impuls falowy – jedno zderzenie kulek

Impuls falowy – krótkotrwała fala biegnąca. Jeden impuls falowy odpowiada jednemu cyklowi drgania. Impuls falowy powstaje, gdy źródłem jest jednorazowe zaburzenie w ośrodku, np. gdy zostanie wrzucony kamień do wody lub gdy jednorazowo odchylony zostanie koniec napiętej liny. Natomiast dla światła impuls falowy opisywany jest przez tzw. funkcję Airy'ego.